# Brownville (Nowy Jork)
Brownville – miasto w Stanach Zjednoczonych, w stanie Nowy Jork, w hrabstwie Jefferson.